# Notomys fuscus
Notomys fuscus är en däggdjursart som först beskrevs av Jones 1925.  Notomys fuscus ingår i släktet hoppråttor, och familjen råttdjur. Inga underarter finns listade i Catalogue of Life.

## Utseende
Denna hoppråtta når en kroppslängd (huvud och bål) av 91 till 177 mm, en svanslängd av 125 till 225 mm och en vikt av 20 till 50 g. Kännetecknande för arten är mörka ögon, stora öron samt långa och smala bakfötter. Den mjuka pälsen på ovansidan kan vara ljus sandbrun, intensiv gulbrun, gråbrun eller grå. Undersidan är täckt av vit päls. Långa hår vid svansens spets bildar en tofs. Vid halsens sidor förekommer många talgkörtlar i huden. Sekretet används troligen för att markera reviret och andra flockmedlemmar. Honor har fyra spenar.

## Utbredning
Arten förekommer i nordöstra South Australia samt i angränsande områden av andra australiska delstater. Den lever på slätter eller i kulliga områden med sandig jord och med glest fördelad växtlighet.

## Ekologi
Individerna är aktiva på natten och de vilar på dagen i självgrävda tunnelsystem. I boet lever en liten flock. I naturen sker parningen ofta efter regn och vid dessa tillfällen kan beståndet öka kraftigt. I fångenskap kan honor para sig hela året. De är 38 till 41 dagar dräktiga och föder upp till fem ungar per kull. Ungarna är vid födelsen blinda och de väger 2 till 8 g. De öppnar sina ögon efter 18 till 28 dagar och de diar sin mor i 30 dagar. Könsmognaden infaller för hanar och honor efter cirka 70 dagar. En hona levde 26 månader och hanar kan fortplanta sig tills de är 38 månader gamla.
Notomys fuscus går på fyra fötter och den kan hoppa på bakfötterna. Boet är mer eller mindre komplex. Hos flera exemplar har boet en huvudtunnel som är upp till 5 meter lång och som har en diameter av cirka 10 cm. Från gången går ungefär 6 lodräta utgångar till markytan. Ibland lever arten och ett jordlevande pungdjur i samma tunnelsystem.
Denna hoppråtta har frön, bär, blad, andra gröna växtdelar och ibland insekter som föda. Vätskebehovet täcks helt med födan och därför behöver Notomys fuscus inte dricka.

## Hot
På grund av betande husdjur och kaniner som introducerades i regionen minskar tillgången till föda. Dessa djur kan även förstöra tunnelsystemet. Notomys fuscus jagas dessutom av införda katter och rödrävar. Klimatförändringar som medför kortare regntider kan påverka beståndet negativt. IUCN kategoriserar arten globalt som sårbar.